# Acaena anserinifolia
Acaena anserinifolia là loài thực vật có hoa trong họ Hoa hồng. Loài này được (J.R. Forst. & G. Forst.) Druce mô tả khoa học đầu tiên năm 1916.

## Hình ảnh

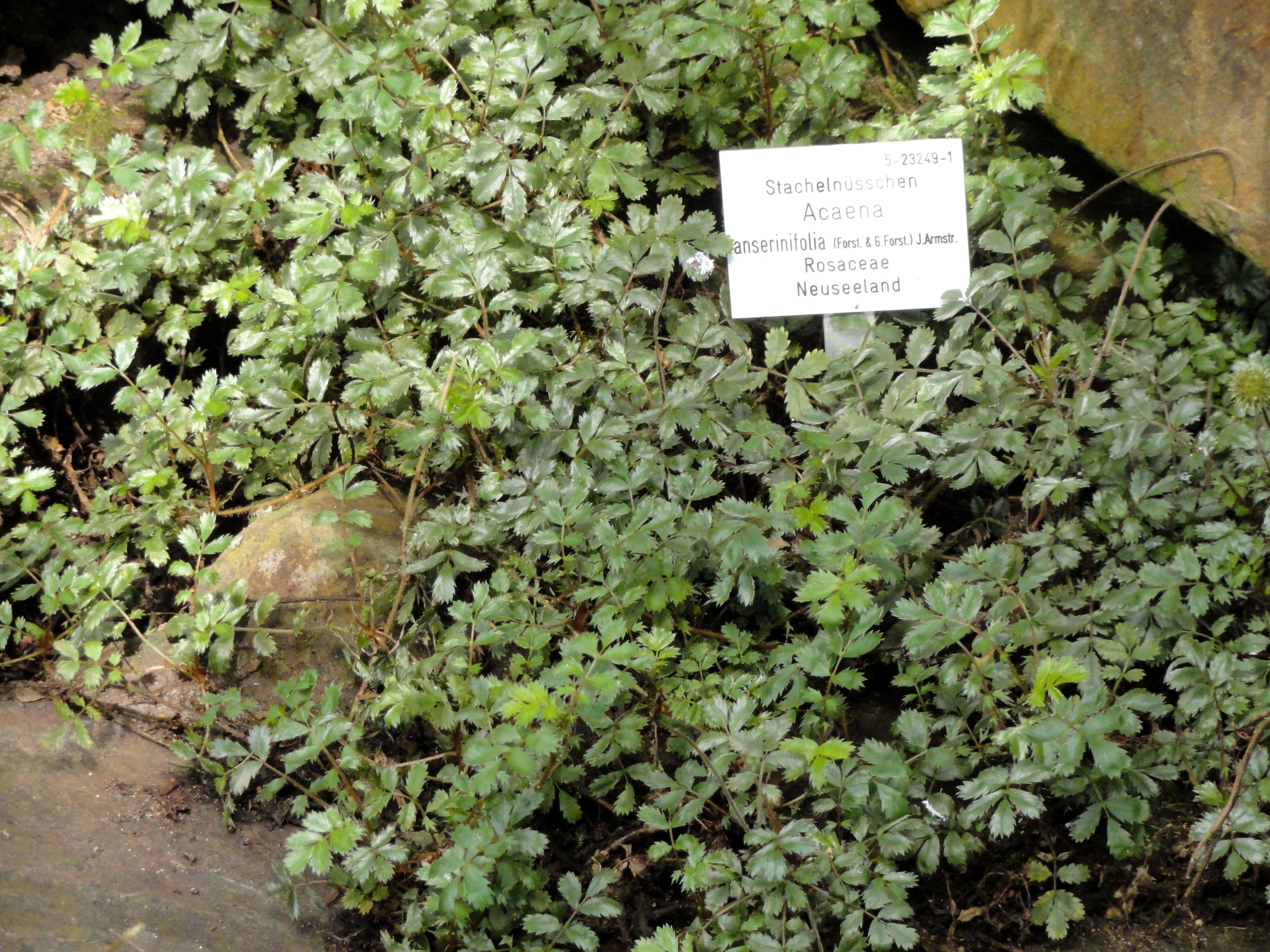